# Old Town, Maine
Old Town är en stad i Penobscot County, Maine, USA, med 8 130 invånare (2000). 